# Baxley
Baxley és una població dels Estats Units a l'estat de Geòrgia. Segons el cens del 2000 tenia 4.150 habitants.

## Demografia
Segons el cens del 2000, Baxley tenia 4.150 habitants, 1.567 habitatges, i 1.048 famílies. La densitat de població era de 224,1 habitants per km².
Dels 1.567 habitatges en un 33,2% hi vivien nens de menys de 18 anys, en un 43,3% hi vivien parelles casades, en un 18,5% dones solteres, i en un 33,1% no eren unitats familiars. En el 28,9% dels habitatges hi vivien persones soles el 13,4% de les quals corresponia a persones de 65 anys o més que vivien soles. El nombre mitjà de persones vivint en cada habitatge era de 2,56 i el nombre mitjà de persones que vivien en cada família era de 3,15.
Per edats la població es repartia de la següent manera: un 27,6% tenia menys de 18 anys, un 10,4% entre 18 i 24, un 26,7% entre 25 i 44, un 20,8% de 45 a 60 i un 14,5% 65 anys o més.
L'edat mediana era de 35 anys. Per cada 100 dones de 18 o més anys hi havia 84,9 homes.
La renda mediana per habitatge era de 24.441 $ i la renda mediana per família de 30.648 $. Els homes tenien una renda mediana de 28.087 $ mentre que les dones 16.250 $. La renda per capita de la població era de 14.321 $. Entorn del 21,6% de les famílies i el 24,4% de la població estaven per davall del llindar de pobresa.

## Poblacions més properes
El següent diagrama mostra les poblacions més properes.